# Malichka
Malichka ou Malishka (en arménien Մալիշկա) est une communauté rurale du marz de Vayots Dzor, en Arménie. Elle compte 5 292 habitants en 2008.